# Quello che le donne non dicono/Ti ruberò
Quello che le donne non dicono/Ti ruberò è un singolo di Fiorella Mannoia, pubblicato nel 1987 da DDD.

## Descrizione
Quello che le donne non dicono è una delle canzoni più celebri di Fiorella Mannoia. Scritta da Enrico Ruggeri e da Luigi Schiavone e arrangiata da Celso Valli, fu cantata dalla Mannoia al Festival di Sanremo 1987, vincendo il Premio della Critica. Rimase nella Hit parade per molte settimane.
Ruggeri scrisse la canzone al femminile con l'intento di modificarla alla fine della stesura dal punto di vista maschile, ma soddisfatto del risultato decise di cederla a un'interprete femminile. Tra le artiste a cui Ruggeri aveva pensato di affidarla vi furono Lena Biolcati, reduce dal successo di Grande grande amore al Festival di Sanremo 1986, e Fiordaliso, che all'epoca in cui il brano era stato concepito non aveva ancora avuto la sua piena affermazione con Non voglio mica la luna. La scelta alla fine ricadde sulla Mannoia, poiché in virtù del percorso artistico svolto fino ad allora, avrebbe dato più credibilità al brano. 
Negli anni a seguire la canzone ha continuato ad avere un enorme successo, facendo anche da colonna sonora per programmi e pubblicità e molte volte anche film e riuscendo addirittura a vincere il disco d'oro per le vendite online nel 2011, 24 anni dopo la sua pubblicazione.
Negli anni Mannoia ha modificato il passaggio del testo che recita «e se ci confondiamo un po'» ritenendolo inappropriato:
Un terzo ritornello, che compare in alcune copertine interne dei dischi dove fu pubblicato, nonché su alcuni giornali dell'epoca, non fece parte della versione edita, al suo posto ne fu ripetuto il primo: queste erano le parole inizialmente pensate:
"Siamo così / anche quando non parliamo / quando ci nascondiamo o camminiamo / ma potrai trovarci ancora qui / con i nostri sentimenti e i condizionamenti / non ci senti / stiamo per gridare un altro sì".

## Tracce
LATO A
1. Quello che le donne non dicono (testo: Enrico Ruggeri – musica: Luigi Schiavone; edizioni musicali DDD, Penelope)

LATO B
1. Ti ruberò (testo: Oscar Avogadro – musica: Mario Lavezzi; edizioni musicali DDD, Sugar Music)

## Classifiche
| Paese  | Posizione raggiunta |
| ------ | ------------------- |
| Italia | 1                   |

### Classifiche di fine anno
| Classifica (1987) | Posizione |
| ----------------- | --------- |
| Italia            | 48        |

## Reinterpretazioni
- Una versione in spagnolo è cantata da Andrea del Boca. La cover, Lo que las mujeres no decimos, è contenuta nell'album Te amo e il testo è adattato dalla stessa Del Boca.
- Un'altra versione (cover) in spagnolo è stata interpretata dalla cantante italo-venezolana Antonietta Meo Campana sotto il titolo di "Aquello que las mujeres no dicen".
- Una versione live a tre è stata eseguita da Fiorella Mannoia, Noemi e Paola Turci al Brancaleone di Roma durante una serata di beneficenza a favore dei bambini orfani del Kenya[9].
- Una versione live a cinque è stata eseguita da Fiorella Mannoia, Laura Pausini, Giorgia, Elisa e Carmen Consoli a San Siro Milano il 21/06/2009 durante il concerto Amiche per l'Abruzzo.
- Enrico Ruggeri ha interpretato il brano negli album dal vivo Vai Rrouge! del 1987 (in duetto con Fiorella Mannoia) e La vie en rouge del 2001.
- Enrico Ruggeri ha interpretato il brano nell'album Le canzoni ai testimoni del 2012 (in duetto con L'Aura).
- Sempre Enrico Ruggeri ha interpretato il brano in duetto con Antonella Ruggiero nel 1999.
- Nel 2014 Fiorella Mannoia esegue il brano in duetto con Laura Pausini e lo inserisce nell'album Fiorella.